# Evangelische Stadtmission im Südlichen Afrika
Die Evangelische Stadtmission im Südlichen Afrika (ESSA) ist eine evangelisch-freikirchliche Glaubensgemeinschaft im südlichen Afrika. Ihre Mitglieder in Namibia und Südafrika sind vor allem deutschsprachige Gläubige.
Die Stadtmission begründet sich auf fünf Familien, die 1959 um Johannesburg deutschsprachige Bibelstunden organisierten. 1966 entsandte erstmals die Pilgermission St. Chrischona Missionare dorthin. Viele der Pfarrer stammen aus dem südlichen Afrika und werden traditionell durch das Theologisches Seminar St. Chrischona (ehemals Chrischona International) in der Schweiz ausgebildet. 
Die ESSA ist dezentral organisiert und gliedert sich in die Standorte Johannesburg (gegründet 1970), Kap (1974), Pretoria (1983) und Vanderbijlpark (Vaaldreieck; 1987) in Südafrika sowie Swakopmund (2008; mit dem Außenstandort Omaruru) und Windhoek (1977) in Namibia. Die Standorte Hartbeespoortdam (1966) und Tygerberg (1994) sind im Laufe der Jahre in andere Standorte integriert worden. 
Den Standorten steht ein Administrator bzw. Pastor vor. Die ESSA betreibt ein Gemeinschaftsbüro in Pretoria, das von einem Geschäftsführer geleitet wird.